# Slovacia la Concursul Muzical Eurovision
Slovacia a participat la Concursul Muzical Eurovision până acum de 7 ori, debutând în anul 1994. Aceasta ar fi participat in anul 1993, însa nu s-a calificat în etapa de calificare pentru finală. Slovacia nu a intrat niciodata in finală de la introducerea acestora, datorită rezultatelor slabe, a renunțat după ediția din 2012.

## Participări

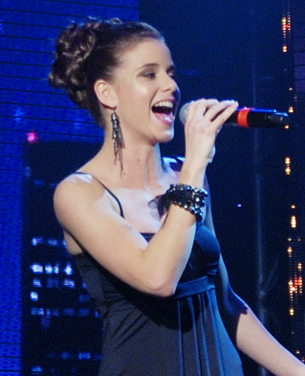
Nela Pocisková la Moscova(2009)

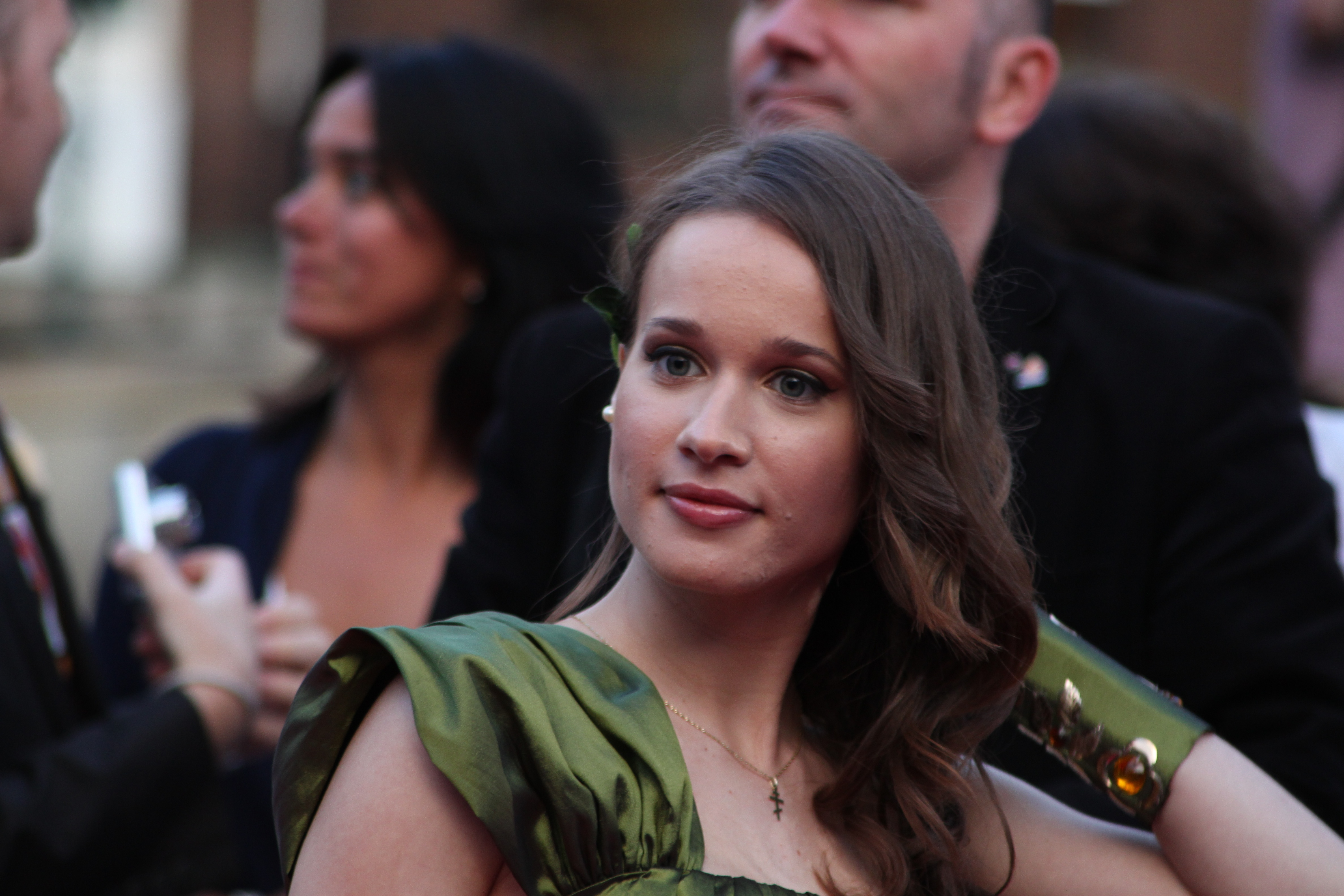
Kristina la Oslo (2010)

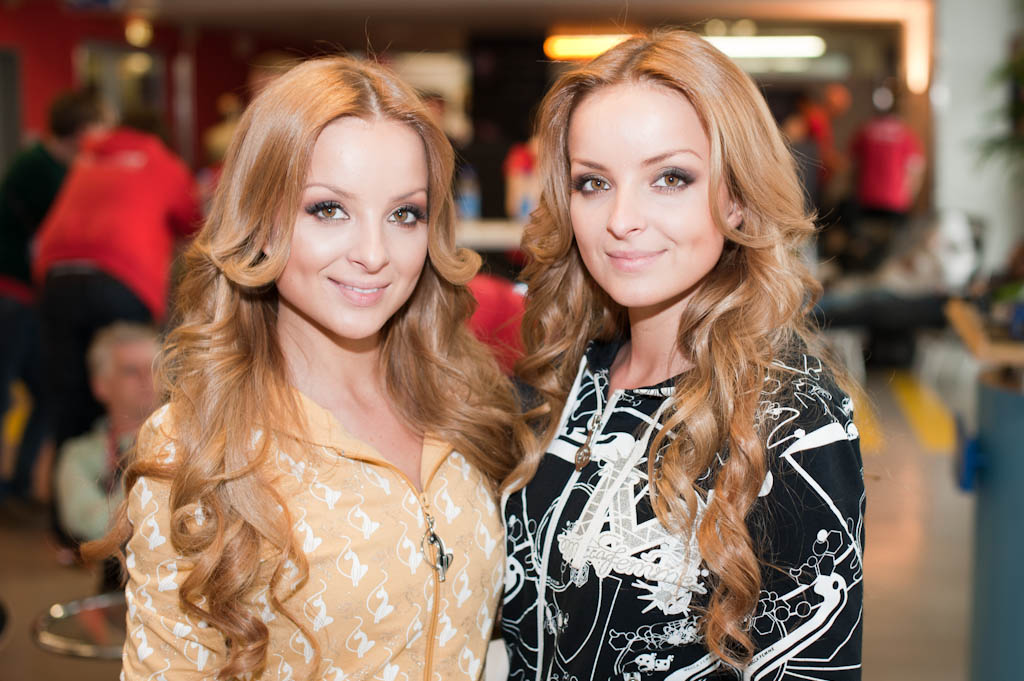
Twiins la Düsseldorf (2011)

| An   | Gazda      | Artist                           | Titlu                   | Finală | Puncte | Semi | Puncte |
| ---- | ---------- | -------------------------------- | ----------------------- | ------ | ------ | ---- | ------ |
| 1994 | Dublin     | Tublatanka                       | "Nekonečná pieseň"      | 19     | 15     |      |        |
| 1996 | Oslo       | Marcel Palonder                  | "Kým nás máš"           | 18     | 19     |      |        |
| 1998 | Birmingham | Katarína Hasprová                | "Modlitba"              | 21     | 8      |      |        |
| 2009 | Moscova    | Kamil Mikulčík si Nela Pocisková | "Leť tmou"              | X      | X      | 18   | 8      |
| 2010 | Oslo       | Kristina                         | "Horehronie"            | X      | X      | 16   | 24     |
| 2011 | Düsseldorf | TWiiNS                           | "I'm Still Alive"       | X      | X      | 13   | 48     |
| 2012 | Baku       | Max Jason Mai                    | "Don't Close Your Eyes" | X      | X      | 18   | 22     |